# Liaoxi
Liaoxi – dawna prowincja Chińskiej Republiki Ludowej, istniejąca w latach 1949–1954 na obszarze Mandżurii.
Zgodnie z przeprowadzoną 21 kwietnia 1949 roku reformą administracyjną z dotychczasowych północnej części prowincji Liaoning i południowej części prowincji Liaobei utworzono nową prowincję Liaoxi. Jej stolicą było Jinzhou.
27 kwietnia 1954 roku prowincja została zlikwidowana i połączona z sąsiednią prowincją Liaodong, tworząc w ten sposób na powrót prowincję Liaoning.

## Przewodniczący rządu prowincji[4]
- Luo Chengde (1949)
- Yang Yichen (1949 – czerwiec 1954)